# Aleksey Teslyuk
Aleksey Teslyuk (tiếng Belarus: Аляксей Цяслюк; tiếng Nga: Алексей Теслюк; sinh 10 tháng 10 năm 1994) là một cầu thủ bóng đá Belarus. Tính đến năm 2017, anh thi đấu cho Gomel.